# Micronycteris
Micronycteris é um gênero de morcegos da família Phyllostomidae. As espécies do gênero podem ser encontradas no México, Guatemala, Belize, Honduras, Nicaragua, El Salvador, Costa Rica, Panamá, Guiana, Guiana Francesa, Trinidad e Tobago, Colômbia, Venezuela, Peru, Equador, Bolívia, Argentina e Brasil, sendo registrado também para a Ilha de São Vicente, nas Antilhas. Estudos filogenéticos recentes, baseados principalmente em sequências de DNA, classificam o gênero em quatro subgêneros.

## Taxonomia e evolução
Atualmente os morcegos do gênero Micronycteris são classificados na subfamília Micronycterinae, juntamente com o gênero Lampronycteris. Espécies hoje incluídas nos gêneros Glyphonycteris, Lampronycteris, Neonycteris e Trinycteris já foram classificadas em Micronycteris, mas estudos filogenéticos demonstraram que o gênero, como classicamente concebido, era polifilético.

## Classificação
- Subgênero Micronycteris Gray, 1866
  - Micronycteris buriri Larsen, Siles, Pedersen, & Kwiecinski, 2011
  - Micronycteris megalotis (Gray, 1842)
  - Micronycteris microtis Miller, 1898
  - Micronycteris matses Simmons, Voss & Fleck, 2002
  - Micronycteris giovanniae Fonseca et al., 2007
- Subgênero Leuconycteris Porter et al., 2007
  - Micronycteris brosseti Simmons & Voss, 1998
- Subgênero Schizonycteris Porter et al., 2007
  - Micronycteris homezi Pilot, 1967
  - Micronycteris minuta (Gervais, 1856)
  - Micronycteris sanborni Simmons, 1996
  - Micronycteris schmidtorum Sanborn, 1935
  - Micronycteris yatesi Siles & Brooks, 2013
- Subgênero Xenoctenes Miller, 1935
  - Micronycteris hirsuta (Peters, 1869)